# Codificazione del 1865
La codificazione del 1865 (anche detta "Risorgimento giuridico") nel diritto italiano, è una locuzione che indica il completamento dell'unificazione legislativa nel Regno d'Italia, avvenuta con il Governo La Marmora I, il 2 aprile 1865.

## Storia

### Il contesto dopo l'unità d'Italia
L'Italia post-unitaria era istituzionalmente fragile: il fenomeno del brigantaggio imperversava in ampie aree del Mezzogiorno; l'unificazione nazionale in realtà non era stata ancora raggiunta stante la "questione romana" ancora aperta ed il mantenimento dei domini austriaci sulla Venezia Giulia e sulla Venezia Tridentina.
Dal punto di vista normativo, invece, persisteva un'importante frammentazione malgrado l'estensione dello Statuto Albertino da Legge fondamentale del Regno di Sardegna a Legge fondamentale del nuovo Regno d'Italia. Infatti fino al 1865 furono mantenute vigenti le leggi ed i codici della normativa civile dei precedenti Stati pre-unitari, nel Lombardo-veneto si temeva l'abrogazione dei codici austriaci, mentre in Toscana fu mantenuto in vita, per altri trent'anni, il codice penale preesistente, che non prevedeva la pena di morte.
L'unificazione, quindi, oltre ad avere una sua "utilità" socio-economica, doveva avere anche una sua valenza "simbolica". Proprio per questo furono fortemente respinte quelle "correnti" di stampo municipalista tese a mantenere le legislazioni "locali" nei territori dei vecchi Stati pre-unitari, così come quelle tesi contrarie alla codificazione del diritto civile (Savigny e Salvotti).

### I lavori parlamentari
L'iter legislativo fu particolarmente complesso, soprattutto per quanto riguarda il codice civile (considerato il più importante, in linea con la tradizione giuridica napoleonica). Furono presentati in qualche anno ben tre progetti (Cassinis, Miglietti ex Cassinis, Pisanelli) con il primo considerato un "tentativo di estensione del Codice Albertino" suscitando varie polemiche, il secondo considerato molto influenzato dal Codice Napoleonico ed il terzo (rivendicato dal Pisanelli come "novità") pesantemente modificato dal Senato. L'iter fu "velocizzato" con la famosa Convenzione di settembre e con il trasferimento della Capitale da Torino a Firenze.
Tra i vari progetti che si susseguirono ricordiamo:
- Il Codice della marina mercantile del 1865 fu considerato un passo in avanti dal punto di vista normativo perché la Francia, patria della codicistica moderna, non possedeva un di tal Codice. Esso fu fortemente voluto dal Cavour che istituì un'apposita Giunta già nel 1859.

- Il Codice del Commercio invece non era negli iniziali progetti del Governo perché sul territorio unitario vi era già una certa uniformità in materia. Ma durante i lavori parlamentari si decise, provvisoriamente, di estendere il Codice del commercio sardo all'intero territorio del Regno.

Ne furono promulgate due "edizioni": il Codice di commercio italiano del 1865 ed il Codice di commercio italiano del 1882
Riguardo alla mancata unificazione nel diritto penale, si decise di sospendere il processo perché la Toscana rifiutava la decisione di estendere il Codice penale sardo sul suo territorio a causa della previsione in quello della pena di morte. In merito la Camera approvò il 16 marzo 1865 l'estensione a tutto il paese dell'abolizione della pena capitale, ma il Senato reagì adottando invece una proposta di legge per la sua applicazione anche in Toscana, sia pure con una casistica più limitata rispetto al codice sabaudo. Il disaccordo tra le due camere legislative ebbe l'effetto di congelare la situazione fino al 1889.
In definitiva dei 6 Codici emanati nel 1865, 3 erano di "nuova produzione" (civile, procedura civile, marina mercantile) ed altri tre di "sarda esportazione" (commercio, penale, procedura penale).

### L'accoglienza dell'opinione pubblica
I Codici (soprattutto il Codice civile) furono ben accolti sia dalla società civile che dai giuristi ottocenteschi. Essi si ponevano il linea con la tradizione normativa francese, ma l'adeguavano a quelle che erano le esigenze, la mentalità ed i costumi della popolazione italiana. In particolare il Codice civile era congeniale ad un'economia prevalentemente agricola che era "pronta" a svilupparsi aprendo al commercio e all'industria.
La giurisprudenza italiana esaltava il Codice civile anche rispetto al Code civil ed al Code du commerce francesi che erano più adeguati a quella società e a quell'economia francese che erano mutate grazie allo sviluppo industriale e all'innovazione tecnologica.
Il "completamento" dei Codici si ebbe con il nuovo "Codice della Marina Mercantile e della Navigazione" (1877), il "Codice del commercio" (1883) ed il "Codice Penale" (1890).

## Testi normativi
I Codici emanati furono:
- Codice Civile;
- Codice del Commercio (in realtà una estensione del Codice del Regno di Sardegna);
- Codice della Marina Mercantile e della Navigazione;
- Codice di Procedura Civile;
- Codice Penale (idem Codice del Commercio, esteso all'intero territorio salvo la Toscana);
- Codice di Procedura Penale (idem come sopra, esteso all'intero territorio, compresa la Toscana);

La parziale (temporanea) estensione della legificazione del Regno di Sardegna, fa ben comprendere che l'opera di unificazione non era ancora completata, anche per la particolare situazione della Toscana la quale mantenne vigente il Codice penale toscano (che non comprendeva la pena di morte) nelle province dell'ex Granducato di Toscana fino al 1890 (emanazione del Codice penale Zanardelli).

## Le novità introdotte
L'unificazione legislativa nel diritto civile apportò istituti nuovi e ne reintegrò altri, ma soprattutto unificò la materia privatistica per tutto il territorio del Regno.
Fu mantenuta l'enfiteusi, un diritto reale su cosa altrui, nei confronti della quale però c'era grossa diffidenza perché considerata un "residuato del sistema feudale". In realtà l'enfiteusi è ancora oggi presente nel Codice civile. Fu introdotto il matrimonio civile nella sua struttura laica e liberale, basato sull'indissolubilità del vincolo. Questo innanzitutto perché era considerato favorevole alla parte "debole" della coppia (la donna), inoltre probabilmente non si voleva esasperare il "conflitto" con il Vaticano (vedi la Questione Romana).
Furono ridisciplinate le servitù prediali, la comunione, il possesso, l'accessione per modificazioni di corsi d'acqua, le trascrizioni, la pubblicità immobiliare, le prescrizioni e l'usucapione.

Fu infine mantenuta l'adozione, anche se nell'iniziale progetto Pisanelli questo istituto non era previsto perché troppo "conservatore".

## Critiche
Il codice civile fu così ben apprezzato che si parlò di "Mezzo secolo senza riforme", proprio per riferirsi alla staticità del legislatore in riferimento ad eventuali riforme del Codice civile. Non a caso il Codice del 1865 fu sostituito solo con il successivo Codice civile del 1942 ad opera del Ministro Grandi.
Tuttavia varie critiche furono mosse all'operato complessivo del legislatore. In primis per la mancata disciplina "peculiare" dei rapporti di lavoro che vennero fatti rientrare nello schema delle Obbligazioni. Ciò certamente non era congeniale in una prospettiva di miglioramento delle condizioni dei lavoratori. Inoltre un'altra misura contestata era il mantenimento dell'arresto personale per debiti, una misura illiberale che venne soppressa nel 1877.